# Neolitsea dealbata
Neolitsea dealbata là loài thực vật có hoa trong họ Nguyệt quế. Loài này được (R. Br.) Merr. miêu tả khoa học đầu tiên năm 1948.